# 日本出版配給
日本出版配給株式会社（にほんしゅっぱんはいきゅう、旧字体：日本出版配󠄁給株式會社󠄁）は、太平洋戦争の前後を通じ、日本の出版取次を独占していた国策会社である。略称は日配（にっぱい）。

## 概要
日本出版配給が創立される以前、出版取次は四大雑誌取次（東京堂・東海堂・北隆館・大東館）の他、書籍取次や中小取次も合わせ全国に200社以上が存在していた。
1940年（昭和15年）、当時の政府は情報局指導の下、日本出版文化協会（文協）及び洋紙共販株式会社を創立して出版物の統制を行うようになった。次いで1941年（昭和16年）5月5日、全国の出版物取次業者240社あまりを強制的に統合した一元的配給会社として「日本出版配給株式会社」が設立された。資本金は1000万円。商工省及び情報局の指導監督、日本出版文化協会の配給指導の下、「日本文化の建設、国防国家の確立」をモットーに、出版社（文協会員）が発行する全書籍雑誌の一元的配給を担った。
型式上は株式会社で、本社（本店）は東京市神田区淡路町二丁目九番地の大東館に設置、支店は内地では大阪支店、名古屋支店、九州支店（福岡市）、外地では朝鮮支店（京城府）、台湾支店（台北市）に設置された。この他に九段、駿河台、錦町等に営業所を設置した。取締役社長には有斐閣店主・江草重忠が就任、役員も旧取次の店主等が横すべりで就任し、一見民営のように見えるが、役員の選任や重要事項の決定には監督官庁（商工省・情報局）の承認が必要とされるなど、実質的には政府の統制下に置かれていた。
当時の出版物は、情報局による指導監督の下、日本出版文化協会（文協）が文協会員である出版社に対して出版指導を行っており、出版社の発行届及び企画届を基に発行承認・不承認を通知した。発行承認されないと出版社及び洋紙共販に対して用紙割当通知が届かず、出版社は洋紙共販傘下の各元受用紙店や各用紙店から印刷用紙が購入できなかった。また、情報局による検閲を受けた後（日本における検閲も参照）、奥付に配給元である日配と出版社の住所を明記しなければ日配は配本しないと定められ、日配は言論統制のための一翼を担った。
1943年（昭和18年）6月4日、日本出版会（日本出版文化協会から改組）事務局配給部長だった石川武美（元主婦之友社取締役社長）が社長に就任。1944年（昭和19年）6月19日には農商大臣の内田信也から「統制会社ト為ルベシ」の命令が下り、9月1日に統制会社令（昭和18年勅令第784号）第3條第2項の規定に基づき「日本出版配給統制株式会社」を設立、引き続き石川武美が社長に就任した。
第二次世界大戦後の1946年（昭和21年）9月27日、社名を日本出版配給株式会社に復帰して同年10月1日に商事会社として発足したが、GHQが経済民主化を進める中、1948年（昭和23年）2月22日に持株会社整理委員会から過度経済力集中排除法に基づく指定企業（325社）の一つに指定され、1949年（昭和24年）3月29日に閉鎖機関令（昭和22年3月10日勅令第74号）による閉鎖機関指定を受けて活動を停止した。出版取次を一手に担ってきた日配の突然の活動停止は出版社を苦境に陥れ、この時多数が倒産している。この事態を受けて同年9月以降、日配を母体とした取次会社として日本出版販売、東京出版販売、日本教科図書販売などが相次いで創業。そのうちのいくつかは2022年（令和4年）現在も大手取次として存続している。
1960年（昭和35年）12月12日、日本出版配給株式会社の清算結了、会社抹消登記により法的に消滅した。

## 支店
以下は、定款第2條に定める支店一覧（1942年（昭和17年）現在）
- 大阪支店（大阪市：1941年（昭和16年）6月26日開設）
- 名古屋支店（名古屋市：1941年（昭和16年）6月27日開設）
- 九州支店（福岡市：1941年（昭和16年）7月5日開設）
- 朝鮮支店（京城府：1942年（昭和17年）2月16日業務開始）
- 台湾支店（台北市：1942年（昭和17年）5月1日業務開始）

1945年6月、長野営業所を昇格して長野支店を設置した。
1946年（昭和21年）4月30日に以下の支店を新たに設置した。
- 京都支店（京都市）
- 神保町支店（東京都）
- 淡路町支店（東京都）
- 駿河台支店（東京都）
- 北海道支店（札幌市）

上記以外に九段支店（東京都）も存在した（九段営業所から昇格。昇格日不明）。
1946年（昭和21年）10月1日に商事会社として発足した日本出版配給株式会社は以下の支店を設置した。
| 支店名     | 専管業務                                                   | 月の扱い冊数 | 人員    |
| ---------- | ---------------------------------------------------------- | ------------ | ------- |
| 九段支店   | 東京雑誌の仕入、他支店管下以外への雑誌全国配給             | 約550万冊    | 400余名 |
| 駿河台支店 | 本店仕入書籍の他支店管下以外への全国配給                   | 約200万冊    | 約250名 |
| 神保町支店 | 教科書の全国配給                                           | 約900万冊    | 180数名 |
| 淡路町支店 | 東京都一円の雑誌・書籍配給                                 | 約118万冊    | 約160名 |
| 大阪支店   | 現地出版物の仕入、大阪市内・近畿・中国・四国・山陰への配給 | 約180万冊    | 200余名 |
| 京都支店   | 現地出版物の仕入、京都市内配給                             | 約80万冊     | 約70名  |
| 名古屋支店 | 現地出版物の仕入、名古屋市内・愛知・三重・岐阜県下への配給 | 約50万冊     | 約80名  |
| 九州支店   | 現地出版物の仕入、福岡市内・九州全域への配給               | 約40万冊     | 70余名  |
| 長野支店   | 現地出版物の仕入、長野・北陸一円への配給                   | 30数万冊     | 40余名  |
| 北海道支店 | 現地出版物の仕入、全道への配給                             | 約120万冊    | 20余名  |

## 年表
- 1940年（昭和15年）10月15日 - 出版配給機構新体制準備委員会の小委員会開催。一元的配給機関として日本出版配給株式会社（仮称）の設立決定。
- 1941年（昭和16年）5月5日 - 日本出版配給株式会社として設立。
- 1944年（昭和19年）9月1日 - 日本出版配給統制株式会社に改組。
- 1946年（昭和21年）10月1日 - 社名を再び日本出版配給株式会社に改称して商事会社に改組。
- 1948年（昭和23年）2月22日 - 持株会社整理委員会から過度経済力集中排除法の指定を受ける。
- 1949年（昭和24年）
  - 3月29日 - GHQから閉鎖機関の指定を受けて活動停止[7]。
  - 9月 - 日配を母体とする出版取次（大阪屋、日本出版販売、東京出版販売、日本教科図書販売）が設立。
  - 10月 - 日配の支店が独立して中部出版販売、京都図書、北海道図書、九州出版販売の4会社が設立、中央社が創立。
- 1950年（昭和25年）8月1日 - 閉鎖機関日本出版配給株式会社の指定業務の指定を解除[14]。
- 1952年（昭和27年）12月23日 - 閉鎖機関の指定を解除。
- 1960年（昭和35年）12月12日 - 日本出版配給株式会社の清算結了、会社抹消登記（法的に消滅）。

## 歴代社長
- 江草重忠（1941年（昭和16年）5月5日 - 1943年（昭和18年）6月4日）
- 石川武美（1943年（昭和18年）6月4日 - 1945年（昭和20年）11月27日）
- 永井茂彌（1945年（昭和20年）11月27日 - 1949年（昭和24年）3月29日）

## 役員
以下は1941年（昭和16年）10月1日時点の一覧。（）は出身会社名。
- 取締役社長 - 江草重忠（東京・出版・有斐閣）
- 専務取締役 - 大橋達雄（東京・取次・博文館）
- 専務取締役 - 永井茂彌（東京・出版・三省堂）
- 常務取締役 - 栗田確也（東京・取次・栗田書店）
- 常務取締役 - 國領茂蔵（東京・取次・東海堂）
- 取締役 - 石田松太郎（大阪・取次・柳原書店）
- 取締役 - 田中四郎（東京・日本出版文化協会常務理事）
- 取締役 - 倉橋藤治郎（東京・日本出版文化協会理事・出版・工業図書）[注釈 1]
- 取締役 - 福田元次郎（東京・取次・北隆館）
- 取締役 - 菊竹大蔵（九州・取次・金文堂）
- 常任監査役 - 藤井誠治郎（東京・取次・大東館）
- 監査役 - 柏佐一郎（大阪・取次・宝文館）
- 監査役 - 目黒四郎（東京・日本出版文化協会理事・出版・目黒書店）[注釈 2]
- 相談役 - 大野孫平（東京・取次・東京堂）
- 相談役 - 福田良太郎（東京・取次・北隆館）
- 相談役 - 三木佐助（大阪・取次・開成館）

## 日配を母体とする会社
- 取次
  - 大阪屋（元日配大阪支店：1949年（昭和24年）9月6日設立） - 大阪屋栗田（現・楽天ブックスネットワーク）が業務継承
  - 日本出版販売（1949年（昭和24年）9月10日設立）
  - 東京出版販売（1949年（昭和24年）9月19日設立） - トーハンに社名変更　
  - 日本教科図書販売（1949年（昭和24年）9月20日設立） - 日教販に社名変更
  - 中央社（1949年（昭和24年）10月7日設立）
- 取次（地方4社、1949年（昭和24年）10月1日設立[注釈 3]、1951年（昭和26年）までに消滅）
  - 中部出版販売（元日配名古屋支店：1949年（昭和24年）10月20日設立[16]、1951年（昭和26年）7月2日、日本出版販売へ事業譲渡、同年9月21日解散）
  - 京都図書（元日配京都支店：1950年（昭和25年）6月1日、東京出版販売が業務継承、同年8月8日解散）
  - 北海道図書（元日配北海道支店：1949年（昭和24年）9月設立[17]、1951年会社整理[18]）
  - 九州出版販売（元日配九州支店：1949年（昭和24年）9月設立[17]、1951年会社整理[18]）
- 出版
  - 出版ニュース社（1949年（昭和24年）10月13日設立、2019年（平成31年）4月30日事業停止）